# Golemo Ilino
Gomeno Ilino (macedónul: Големо Илино) település Észak-Macedóniában, a Pelagonijai körzet Demir Hiszar-i járásában.

## Népesség
| Lakosok száma | 618  | 604  | 412  | 295  | 208  | 104  | 81   | 52   | 13   |
|               | 1948 | 1953 | 1961 | 1971 | 1981 | 1991 | 1994 | 2002 | 2021 |

2002-ben 52 lakosa volt, akik mindannyian macedónok.